# Coptoclavia longipoda
Coptoclavia longipoda is een keversoort uit de familie Coptoclavidae. De wetenschappelijke naam van de soort is voor het eerst geldig gepubliceerd in 1928 door Ping.